# Ajn al-Mansi
Ajn al-Mansi (arab. ‏عين المنسي‎) – dawna palestyńska wieś w Dystrykcie Dżaninu w Mandacie Palestyny. Została wyludniona w wyniku izraelskiego ataku wojskowego w czasie wojny w latach 1947–48.

## Historia
W spisie ludności Palestyny z 1931, przeprowadzonym przez władze brytyjskiego mandatu, miejscowość liczyła 73 muzułmańskich mieszkańców, w 15 budynkach mieszkalnych.
Według danych z 1945, Ajn al-Mansi zamieszkiwało 90 muzułmanów, a do wsi przylegało 1295 dunamów ziemi.  Z tego 186 dunamów wykorzystano do plantacji i gruntów nawadniających, 868 dunamów wykorzystano na zboża.
Ajn al-Mansi został wyludniony po izraelskiej napaści wojskowej w połowie kwietnia 1948 roku.